# Futbol'nyj Klub Mašuk-KMV Pjatigorsk
Il Futbol'nyj Klub Mašuk-KMV Pjatigorsk (in russo футбольный клуб Машук-КМВ Пятиго́рск? dove in russo КМВ? sta per in russo Какукавские Минеральные Воды?, cioè acque minerali del Caucaso) è una società calcistica russa con sede nella città di Pjatigorsk.

## Storia
Fondato nel 1936, in epoca sovietica ha come migliore risultato la partecipazione alla seconda serie: avvenne nel 1969, dopo aver vinto le finali russe di terza serie. Militò quasi sempre in terza serie, vincendo il proprio girone nel 1976, ma fallendo l'accesso alla seconda serie per la sconfitta nello spareggio promozione col Kryvbas.
In epoca russa ha giocato in seconda serie per tre stagioni dal 2006 al 2008: l'occasione attivò in maniera rocambolesca, dato che, terminato al secondo posto la Vtoroj divizion 2005, sfruttò l'esclusione per irregolarità amministrative: di Lokomotiv Čita (quindicesimo in Pervyj divizion 2005) e ed Alanija Vladikavkaz (retrocesso dalla Prem'er-Liga 2005), risultando la seconda nella speciale classifica che raffrontava le cinque seconde classificate della Vtoroj divizion 2005.

### Denominazioni
La società ha più volte cambiato denominazione nel corso degli anni:
- 1936-1965: Dinamo Pjatigorsk
- 1966–1967: Mašinostroitel' Pjatigorsk
- 1968–1993: Mašuk Pjatigorsk
- 1994–1997: Ėnergija Pjatigorsk
- 1998–2002: Mašuk Pjatigorsk
- 2003-oggi: Mašuk-KMV Pjatigorsk

## Allenatori e presidenti
- 1934-1937:  Abram Dangulov
- 1951:  M. Voronin
- 1955-1956:  Dmitry Chikhradze
- 1966:  Lazar Yeselevich
- 1967:  Vladimir Sokolov
- 1968-1969:  Peter Stupakov
- 1969:  Dmitry Chikhradze
- 1970:  Vasily Vasiliev
- 1971:  Vladlen Nikitin
- 1971-1972:  Vladimir Sokolov
- 1974:  Yuri Kotov
- 1975:  Vladlen Nikitin
- 1976-1982:  Dmitry Scriabin
- 1984:  Rustam Yanborisov
- 1985:  Vladimir Kuzin
- 1989:  Yuri Dyachenko
- 1989-1990:  Rustam Yanborisov
- 1991:  Valery Zubakov
- 1992-1997:  Sergey Razaryonov
- 2004:  Sergey Dzhatiev
- 2006-2007:  İqor Ponomaryov
- 2007-2008:  Sergey Dzhatiev

## Palmarès

### Competizioni nazionali
- Vtoraja Liga: 2

1968 (Torneo russo), 1976 (Girone 4)

## Statistiche e record

### Partecipazione ai campionati

#### Unione Sovietica
| Livello | Categoria            | Partecipazioni | Debutto        | Ultima stagione | Totale |
| ------- | -------------------- | -------------- | -------------- | --------------- | ------ |
| 2º      | Vtoraja Gruppa A     | 1              | 1969           | 1969            | 1      |
| 3º      | Gruppa V             | 1              | autunno 1936   | autunno 1936    | 25     |
| 3º      | Klass B              | 3              | 1966           | 1968            | 25     |
| 3º      | Vtoraja Gruppa A     | 1              | 1970           | 1970            | 25     |
| 3º      | Vtoraja Liga         | 20             | 1971           | 1990            | 25     |
| 4º      | Gruppa G             | 1              | primavera 1936 | primavera 1936  | 2      |
| 4º      | Vtoraja Nizšaja Liga | 1              | 1990           | 1990            | 2      |

#### Russia
| Livello | Categoria       | Partecipazioni | Debutto   | Ultima stagione | Totale |
| ------- | --------------- | -------------- | --------- | --------------- | ------ |
| 2º      | Pervyj divizion | 3              | 2006      | 2008            | 3      |
| 3º      | Vtoraja liga    | 5              | 1992      | 1997            | 19     |
| 3º      | Vtoroj divizion | 7              | 2003      | 2012-2013       | 19     |
| 3º      | PPF Ligi        | 7              | 2013-2014 | 2019-2020       | 19     |
| 4º      | Tret'ja Liga    | 1              | 1994      | 1994            | 1      |